# Cathédrale de la Sainte-Trinité de Kraljevo
Pour les articles homonymes, voir Cathédrale de la Sainte-Trinité.
La cathédrale de la Sainte-Trinité de Kraljevo (en serbe cyrillique : Саборна црква Свете Тројице у Краљеву ; en serbe latin : Saborna crkva Svete Trojice u Kraljevu) est une cathédrale orthodoxe serbe située à Kraljevo, dans le district de Raška en Serbie. Elle est inscrite sur la liste des monuments culturels protégés de la République de Serbie (identifiant no SK 398).
La cathédrale de Kraljevo est l'église cathédrale de l'éparchie de Žiča.

## Présentation
À l'époque de la présence ottomane, les Serbes vivaient dans la partie supérieure de Kraljevo, qui s'appelait alors Karanovac, dans le quartier connu sous le nom de « Stara Čaršija », le « Vieux bazar » ; il existait alors à cet endroit une petite église en bois. Lors du Second soulèvement serbe (1815-1817), le prince Miloš Obrenović y passa la nuit et, selon la tradition, fit le serment d'y élever une église en l'honneur de Dieu s'il lui accordait la victoire.
La construction de l'église, dédiée à la Sainte Trinité commença en 1824, le prince ayant ordonné que l'ancienne église soit déplacée. Les dernières parties, le clocher et le narthex furent achevés en 1839.